# Aguaray
Aguaray es una localidad del departamento General José de San Martín, inmediata a la frontera con Bolivia, en la provincia de Salta, en el extremo norte de Argentina en la denominada Región del Bermejo. A 380 km al norte de la ciudad de Salta, capital de la provincia, a 34 km de la ciudad de Tartagal sobre la RN 34. Limita al norte con el municipio de Salvador Mazza y con Bolivia, al sur con el municipio de Tartagal, al este con el departamento Rivadavia y al oeste con el municipio de Gral. Enrique Mosconi y con Bolivia.
Fue fundada el 16 de agosto de 1911 y es conocida como la  ciudad más antigua del departamento General José de San Martín, sobre la base de su gran conocimiento y población de extranjeros.

## Población
Contaba con 13,507 habitantes (Indec, 2001), lo que representa un incremento frente a los 3,502 habitantes (Indec, 1991).

## Santa Patrona
- Celebra a su patrona Santa Teresita del Niño Jesús el 1 de octubre.

## Intendentes e interventores
- Sr. Laudino Delgado.
- Sr. Julián Anad.
- Sr. Juan Domene.
- Sr. Ernesto Aparicio.
- Sr. Sergio Nieva.
- Sr. Lauro Roman.
- Sr. Lucio Ledesma.
- Sr. Juan Salas.
- Sr. Rafael Bacha.
- Sr. José Osvaldo Zelarayan.
- Sr. Ismael Silva.
- Sr. Federico Gonzales.
- Sr. Tomás Ramos.
- Sr, Héctor Carlos Alberto Elizaran.
- Sr. Armando Velásquez.
- Sr. Sergio Nieva.
- Sr. Luis Gutiérrez.
- Sr. Ciro Guardatti.
- Sr. Horacio Cabeza.
- Sr. Guillermo Vázquez.
- Sr. David Vera.
- Sr. Carlos Orellana García.
- Sr. Reynaldo Chein.
- Sr. Emilio Ferreyra.
- Sr. Ernesto Morales.
- Sr. Alberto Nazer.
- Sr. Ángel Eduardo Blasco.
- Sr. Enrique Campos.
- Sr. Alberto Creche.
- Sr. Roberto Alberto Carmuega.
- Sr. Juan de Juanini.
- Sr. Ángel Eduardo Blasco.
- Sr. Luis Zabala.
- Sr. Gloria Delma Tejerina de Salvatierra.
- Sr, José Óscar Gil.
- Sr. Norman Domingo Monteros.
- Sr. Juan Carlos Alcoba.
- Dr. Alfredo Darouiche.
- Sr. Enrique Prado.
- Sr Adrián Zigarán (Interventor).
- Sr Guillermo Aleman.

## Pueblos originarios

Olga Nordenskiöld junto a su marido Erland Nordenskiöld realizando investigaciones y descubrimientos sobre la cultura Chané en Aguaray, año 1913.

Se asientan las etnias de origen chané, Quechua chiriguano y iogys. Los chané se encuentran en los parajes de El Algarrobal, Campo Durán, Capiazuti, Tobantirenda, Tuyunti, Iquira y Ñacatimbay. Los chiriguanos tienen asentamientos en Caraparí, Campo Largo, Piquirenda, Virgen de Fátima y Yacuy; los iogys en La Loma (Aguaray).
Los chané -la parcialidad más meridional de la familia arawak-, los chiriguanos (mixogénicos de chanés y avá o "guaraníes"), y los tapietés provinieron por oleadas desde la Amazonía atravesando el Chaco Boreal. El primer asentamiento en Argentina fue en Campo Durán y a mediados del siglo XIX se establecieron al pie de las serranías, a 3 km del actual Aguaray, lugar que denominaron Tuyunti.

## Historia
- 1911, mala experiencia de las primeras perforaciones petrolíferas por la Dirección de Minas de la Nación
- 1918, concluye la exploración. Los extrabajadores de esa repartición nacional, se radican en el paraje "Aguaray", dedicándose a la agricultura y ganadería, la actividad maderera y al comercio.
- Campo Durán, población del municipio de Aguaray fue el más antiguo poblado desde Embarcación al norte  como encrucijada de caminos que comunicaba y comunica con el Chaco Boreal. Así durante varios lustros fue una especie de posta para los carruajes y viajeros que iban al Oriente boliviano (litigado por Paraguay). Telégrafo, Correo, Policía y Registro Civil fueron los primeros organismos, a principios del siglo XX, en Campo Durán. La llegada del FF.CC. hasta Aguaray, hicieron que estos campos comenzaran a poblarse, también un hallazgo de afloramiento petrolífero generó una gran expectativa, aunque no hubo resultados satisfactorios en los estudios de las cercanías.
- diciembre de 1928 se habilitó la estación ferroviaria llegando hasta Aguaray, que por muchos años fue punta de riel, entonces los vecinos se volcaron hacia el poblado. Por muchos años Aguaray dependió del Municipio de Tartagal.
- 10 de agosto de 1938, por ley 1768 (original 490), el gobierno de Salta dispone crear la municipalidad de Aguaray: límites desde Zanja Honda, hasta la frontera con Bolivia, líneas posteriormente modificadas al crearse el municipio de Pocitos o Profesor Salvador Mazza (desde 1951).
- Entre 1933 y 1935, obra caminera que modificaba el antiguo carril dejándola apta para el tránsito automotor hacia Salvador Mazza. Aguaray es parte de la historia de la madera y del comercio que se generó con su explotación y también es parte de la historia del petróleo. Posterior a perforaciones petrolíferas sin resultados debido a carencia de equipos adecuados, la Dirección de Minas de la Nación, posteriormente YPF, activó la perforación en la zona de Campo Durán.
- Junio de 1952, resultados positivos en el Pozo Campo Durán 06. Consecuente con otras perforaciones positivas se construye la Destilería de Campo Durán, donde se destilaron subproductos: gasoil, fueloil, nafta, kerosene. Durante los 1990, como toda YPF, dicha Destilería ha pasado a manos privadas.

## Instituciones educativas
- Escuela 4.324 Julio Ramón Pereyra (Localizada en Campo Duran y fundada en 1925)
- Escuela 4.440 María Agapita Toro de Lahud (Fundada el 11 de marzo de 1928)
- Escuela 4.735 San Francisco de Asís (Localizada en Río Carapari en Aguaray y fundada en 1934)
- Escuela 4.542 Dr. Roberto Lanzi (Localizada en Piquirenda Estación en Aguaray y fundada el 20 de octubre de 1941)
- Escuela 4.736 Misión la Loma (Fundada en 1944)
- Escuela 4.736 San Miguel Arcángel (Localizada en Tuyunti en Aguaray y fundada en 1947)
- Escuela 4.525 de Timboirenda (Localizada en Timboirenda en Aguaray y fundada en 1948)
- Escuela 4.100 San José de Yacuy (Localizada en Yucuy en Aguaray y fundada en 1955)
- Escuela 7.018 Nocturna Policarpo Segovia (Fundada el 28 de marzo de 1963)
- Escuela 4.134 Gauchos de Güemes (Localizada en Aguaray y fundada el 18 de junio del año 1963)
- Escuela 4.137 Virgen de Fátima (Localizada en Misión Fátima e inaugurada en 1964)
- Colegio de comercio 5.006 Mariano Moreno (Fundada el 9 de junio de 1964)
- Escuela 3.120 de educación Técnica (Fundada en el año 1964 y localizada en Aguaray
- Escuela 4.149 Dique Itiyuro (Fundada en el año 1968)
- Escuela 4.159 Regimiento 1 de infantería Patricios de Campo Largo (Fundada en el año 1970)
- Escuela 4.175 de Macueta (Localizada en Aguaray cerca de Acambuco)
- Escuela 4.210 Vicente López y Planes (Localizada en el valle de Acambuco y fundada en 1973)
- Escuela 4.242 Monseñor Francisco de la Cruz Muguerza (Localizada en Capiazuti en Aguaray y fundada en 1977)
- BSPA 7.082 República Oriental del Uruguay (Comenzó en la ciudad de Salta en 1986 y en Aguaray en 1988)
- Escuela 3.143 educación Técnica (Fundada en marzo de 1984 en Aguaray)
- Escuela 7.133 Monotécnica (Inaugurada en Aguaray en junio de 1990)
- Escuela 3.130 técnica Emeta II (Fundada en abril de 1992)
- Escuela 7.052 Anexo de Educación Especial (Fundada el 14 de abril de 1997)
- Instituto superior no universitario Anexo de Aguaray (Fundada en 1998 en Aguaray)
- Escuela 8.178 de la familia Agrícola, padre Ernesto Martearena (Comezo sus actividades el 12 de marzo de 2001)
- Escuela 4.777 de El Algarrobal (Localizada en el Algarrobal cerca de campo duran)
- Escuela 4.847 Wasshington Joffre Tejerina Rodas (B° Villa Sagrada)

## Lugares públicos
- Concejo Deliberante (Desde 1996)
- Gendarmería Nacional (Desde 1938)
- Hospital Luis Adolfo Güemes (Desde 1969)
- Unidad Sanitaria (1940)
- Campo deportivo de rútbol Central Norte (Desde 1960)
- Campo deportivo de fútbol Campo Durán (Desde 1952)
- Bomberos Voluntarios de Aguaray (Desde 1990)
- Municipalidad de Aguaray (Desde 1938)
- Estación de Trenes de Aguaray (Desde 1928)
- Iglesia Santa Teresita del Niño Jesús (Desde 1937, primera iglesia católica)
- Iglesia Evangélica Bautista (Desde 1968, primera iglesia evangélica)
- Complejo Municipal (Desde 1982)
- Plaza Central de Aguaray
- Plazoleta Islas Malvinas
- Plazoleta Eva Perón
- Plazoleta 9 de Julio
- Plazoleta de 20 de febrero
- Plaza de los Sueños

## Libro
En 1986, se organizó una recopilación de datos e informaciones para saber la fundación de Aguaray, en 1996 se aclaró que fue el 16 de agosto de 1911. En 1999 se publica el libro Aguada del zorro: Historia de la ciudad de Aguaray, por el escritor Vazner Castilla con ayuda de profesores de historia y el director de cultura y educación de ese año.

## Barrios componentes
- Zona Norte
- Barrio 17 de Octubre
- Barrio Destilería
- Barrio Villa Sagrada
- Barrio Villa Progreso
- Barrio 100 vivienda
- Barrio 40 vivienda
- Barrio 30 viviendas
- Barrio YPF
- Barrio Destilería

- Zona Sur
- Barrio 20 de Febrero
- Barrio 20 de Julio
- Barrio Belgrano
- Barrio La Sachapera
- Barrio La Pista

- Zona Central
- Barrio Santa Teresita
- Barrio Libertad
- Barrio Centro
- Barrio 2 de Abril
- Barrio El Docente

- Zona Este
- Barrio Villa Patricia
- Barrio Supe
- Barrio 19 de Diciembre
- Barrio La Loma

- Zona Oeste
- Barrio 80 vivienda
- Barrio 9 de Julio
- Barrio Estación
- Barrio Mataderos
- Comunidad Tuyunti
- Comunidad Iquira

## Lugares que componen Aguaray
- Campo Durán
- Piquirenda Estación
- Capiazuti
- Tobantirenda
- Macueta
- Yacuy
- Tuyunti
- Acambuco
- Piquirenda Viejo
- Iquira
- Caraparí
- Chorrito
- Campo Largo.
- Fátima
- La Loma

## Fauna
Variada fauna se relaciona con la flora, la que es riquísima en ejemplares, como así en aves.

Aunque muy diezmada la fauna autóctona -especialmente durante la segunda mitad de s XX- se encuentran tayatos, pumas, yaguares, ocelotes, corzuelas (mazama), yaguarundíes, zorros, aguaraguazús, ciervos de los pantanos, tapires, osos hormigueros, diversas especies de armadillos, perezosos, monos como el carayá, miriquiñá y mono capuchino, aves como el ñandú, las "yacus" o pavas de monte, águilas harpía, caranchos, jotes, chimangos, chajáes, guacamayos etc.

## Economía
Clima favorable para cultivos tropicales y subtropicales. Producción agraria: maíz, caña de azúcar, zapallos, sandías, melones, calabazas, maní, batata, porotos de distintas clases, soja, papa, cebolla, tomate y otras hortalizas, citrus, banana, palta, mango, cayote etc. La actividad ganadera es base fundamental de su economía. El adelanto técnico introducido en la reproducción con razas europeas, desplazó en gran medida a la raza criolla.

## Toponimia
Su nombre deriva del guaraní, que significa: "aguada del zorro" ( i: agua; aguará: cánido -por lo general el zorro-). Aguaray era integrante del departamento Orán hasta que su desmembramiento dio lugar al nacimiento del departamento General José de San Martín, del que pasó a formar parte.

## Deportes
En Aguaray se practican varios deportes. El fútbol es el más popular, existen dos equipos de fútbol: Central Norte y Campo Durán.
Recientemente se creó un equipo de rugby, denominado Aguaray R.C.. Su equipo recibe el sobrenombre de Los Zorros.
- Club Central deportivo de Campo Durán: Equipo de Fútbol deportivo creado el 18 de noviembre de 1952, siendo el presidente Juan L. Tanquia y Vicepresidente; Abraham Luna.

- Aguaray Básquet Club. (A.B.C)
- Básquet Club Campo Durán.
- Tigres Hockey Club.
- Asociación S. Atlética Deportiva Social Villa Sagrada: escuela infantil de fútbol.
- Club de Central Norte Argentino: Equipo de Fútbol fundado en 1960, en una reunión efectuada en el domicilio del señor Evaristo García.

## Campos Deportivos de Fútbol
- Campo deportivo de Santa Teresita
- Campo deportivo de Barrio Matadero
- Campo deportivo de 9 de Julio
- Campo deportivo de 64 vivienda
- Campo deportivo de Club Central Norte
- Campo deportivo de Club Campo Durán
- Campo deportivo de Tuyunti
- Campo deportivo de Barrio General Belgrano
- Campo deportivo de la Sachapera
- Campo deportivo de Capiazuti
- Campo deportivo de El Cruce
- Campo deportivo de La Estación
- Campo deportivo de Piquirenda Estación
- Campo deportivo de Villa Sagrada.

## Sismicidad
La sismicidad del área de Salta es frecuente y de intensidad baja, y un silencio sísmico de terremotos medios a graves cada 40 años.
- Sismo de 1930: aunque dicha actividad geológica catastrófica, ocurre desde épocas prehistóricas, el terremoto del 24 de diciembre de 1930 (94 años),[4] señaló un hito importante dentro de la historia de eventos sísmicos jujeños, con 6,4 Richter. Pero nada cambió extremando cuidados y/o restringiendo códigos de construcción.[3]
- Sismo de 1948: el 25 de agosto de 1948 (76 años) con 7,0 Richter, el cual destruyó edificaciones y abrió numerosas grietas en inmensas zonas[4][3]
- Sismo de 2010: el 27 de febrero de 2010 (15 años) con 6,1 Richter

## Hermanamientos
- Tartagal
- Mosconi
- Salvador Mazza
- Embarcación (Salta)
- Ciudad de Salta
- Coronel Cornejo
- Yacuiba (Bolivia)
- San Ramón de la Nueva Orán
- San Antonio de los Cobres
- Villamontes (Bolivia)

## Parroquias de la Iglesia católica en Aguaray
| Diócesis  | Nueva Orán                    |
| --------- | ----------------------------- |
| Parroquia | Santa Teresita del Niño Jesús |